# Estació de trens de Kautenbach
L'Estació de trens de Kautenbach (en luxemburguès: Gare Kautebaach; en francès: Gare de Kautenbach, en alemany: Bahnhof Kautenbach) és una estació de tren que es troba a Kautenbach, al nord-est de Luxemburg. La companyia estatal propietària és Chemins de Fer Luxembourgeois. L'estació està situada en el ramal ferroviari de la línia 10 CFL, que connecta la ciutat de Luxemburg amb el centre i nord del país.

## Servei
Kautenbach rep els serveis ferroviaris pels trens de Intercity (IC), Regional Express (RE) i Regionalbahn (RB) amb relació a la línia 10 CFL entre Luxemburg i Wiltz, o Gouvy i Liers (Bèlgica)